# Lukáš Burian
Lukáš Burian (* 20. ledna 1979 Praha) je český herec a režisér.
Již během studia na Vyšší odborné škole herecké (2001–2003, hereckými pedagogy mu byli Jitka Smutná a Jan Vlasák) byl tehdejším uměleckým šéfem Norbertem Lichým angažován do Divadla Petra Bezruče. V té době již hostoval ve Stavovském divadle ve hře Václava Havla Pokoušení. Během svého ostravského působení ztvárnil řadu rolí (Ricky – Chaos je sousedem boha, Sick Boy – Trainspoting, a další). Rovněž hostoval v Národním divadle Moravskoslezském (Maryša, režie Michal Lang). Po návratu do Prahy začal co by herec na volné noze spolupracovat s různými divadly (Divadlo Ta Fantastika – Dáma s kaméliemi, Městská divadla pražská – Krvavá svatba, Studio Továrna – Milada, Poslední oheň, Ponec – Letušky, ...). Se Soňou Kupcovou režijně i herecky spolupracuje na divadelně tanečních představeních v divadle Ponec. V té době začala dlouhodobá spolupráce s Divadlem Různých Jmen. Jako režisér zde inscenoval hru Ingmara Vilquista Helverova noc, v české premiéře uvedl divadelní adaptaci filmu Ucho a postupně přidával další režie včetně inscenace vlastní dramatizace románu 1984 George Orwella. V červnu 2017 se stal uměleckým šéfem Divadla Radka Brzobohatého. Režíruje zde Molérova Lakomce, dramatizuje Rollandův román Petr a Lucie, inscenuje Přelet nad kukaččím hnízdem. Také se objevil v několika seriálech a televizních filmech (Dobrá čtvrť, Vraždy v Kruhu, Loutkáři, Místo činu Ostrava, Advokát, ...)
Kromě divadla rád fotografuje, zpívá, hraje na kytaru, skládá písničky a píše texty, byl frontmanem skupiny Woodoojam. V roce 2017 napsal v reakci na migrační krizi píseň Synové a dcery slovanského rodu, která vyvolala mnohé kontroverze.
Má dvě dcery se svou partnerkou herečkou Annou Kulovanou.